# Illange
Illange (fràncic lorenès Illéngen) és un municipi francès situat al departament del Mosel·la i a la regió del Gran Est. L'any 2007 tenia 2.059 habitants.

## Demografia

### Població
El 2007 la població de fet d'Illange era de 2.059 persones. Hi havia 808 famílies, de les quals 176 eren unipersonals (48 homes vivint sols i 128 dones vivint soles), 260 parelles sense fills, 336 parelles amb fills i 36 famílies monoparentals amb fills.
La població ha evolucionat segons el següent gràfic:
Habitants censats

### Habitatges
El 2007 hi havia 833 habitatges, 811 eren l'habitatge principal de la família i 22 estaven desocupats. 643 eren cases i 163 eren apartaments. Dels 811 habitatges principals, 642 estaven ocupats pels seus propietaris, 162 estaven llogats i ocupats pels llogaters i 7 estaven cedits a títol gratuït; 33 tenien una cambra, 31 en tenien dues, 50 en tenien tres, 157 en tenien quatre i 540 en tenien cinc o més. 671 habitatges disposaven pel capbaix d'una plaça de pàrquing. A 286 habitatges hi havia un automòbil i a 451 n'hi havia dos o més.

### Piràmide de població
La piràmide de població per edats i sexe el 2009 era:
| Homes | Edats   | Dones |
| ----- | ------- | ----- |
| 0     | 95 o +  | 4     |
| 4     | 90 a 94 | 8     |
| 4     | 85 a 89 | 16    |
| 4     | 80 a 84 | 8     |
| 20    | 75 a 79 | 20    |
| 28    | 70 a 74 | 40    |
| 48    | 65 a 69 | 44    |
| 80    | 60 a 64 | 40    |
| 20    | 55 a 59 | 64    |
| 68    | 50 a 54 | 72    |
| 112   | 45 a 49 | 100   |
| 112   | 40 a 44 | 108   |
| 96    | 35 a 39 | 92    |
| 104   | 30 a 34 | 76    |
| 56    | 25 a 29 | 40    |
| 72    | 20 a 24 | 52    |
| 96    | 15 a 19 | 60    |
| 112   | 10 a 14 | 84    |
| 88    | 5 a 9   | 44    |
| 48    | 0 a 4   | 28    |

## Economia
El 2007 la població en edat de treballar era de 1.407 persones, 1.061 eren actives i 346 eren inactives. De les 1.061 persones actives 997 estaven ocupades (551 homes i 446 dones) i 64 estaven aturades (29 homes i 35 dones). De les 346 persones inactives 117 estaven jubilades, 121 estaven estudiant i 108 estaven classificades com a «altres inactius».

### Ingressos
El 2009 a Illange hi havia 780 unitats fiscals que integraven 1.943 persones, la mediana anual d'ingressos fiscals per persona era de 21.648 €.

### Activitats econòmiques
Dels 57 establiments que hi havia el 2007, 2 eren d'empreses extractives, 1 d'una empresa alimentària, 4 d'empreses de fabricació de material elèctric, 2 d'empreses de fabricació d'altres productes industrials, 12 d'empreses de construcció, 14 d'empreses de comerç i reparació d'automòbils, 3 d'empreses de transport, 3 d'empreses d'hostatgeria i restauració, 2 d'empreses financeres, 2 d'empreses immobiliàries, 4 d'empreses de serveis, 7 d'entitats de l'administració pública i 1 d'una empresa classificada com a «altres activitats de serveis».
Dels 11 establiments de servei als particulars que hi havia el 2009, 1 era una oficina bancària, 1 funerària, 1 guixaire pintor, 1 fusteria, 1 lampisteria, 3 electricistes, 1 perruqueria i 2 restaurants.
Dels 6 establiments comercials que hi havia el 2009, 2 eren botiges de menys de 120 m², 2 fleques, 1 una sabateria i 1 una joieria.
L'any 2000 a Illange hi havia 3 explotacions agrícoles.

## Equipaments sanitaris i escolars
El 2009 hi havia 1 farmàcia i 1 ambulància.
El 2009 hi havia 1 escola maternal i 1 escola elemental.

## Poblacions més properes
El següent diagrama mostra les poblacions més properes.